# Nambaryn Enchbajar
Nambaryn Enchbajar (mong. Намбарын Энхбаяр; ur. 1 czerwca 1958) – mongolski polityk, premier Mongolii od 26 lipca 2000 do 20 sierpnia 2004. Prezydent Mongolii od 24 czerwca 2005 do 18 czerwca 2009. Członek postkomunistycznej Mongolskiej Partii Ludowo-Rewolucyjnej.

## Życiorys
Enchbajar był liderem MPL-R jeszcze w latach 1997–2000, kiedy pozostawała ona w opozycji. W wyborach 2000 roku udało mu się przekonać większość wyborców i w wyniku wygranej zostać premierem. Nambaryn Enchbajar był ministrem kultury w latach 1992–1996. Temu politykowi przypisuje się „odnowienie” MPL-R, ze starej etykiety partyjnej związanej z systemem monopartyjnym, jaki panował w Mongolii w latach 1924–1990.
W wyniku przeprowadzonych w Mongolii w 2004 roku wyborów parlamentarnych, kierowana przez Enchbajara partia utraciła niemal połowę miejsc w nowym parlamencie. W sierpniu 2004 Enchbajar podał się do dymisji i objął funkcję przewodniczącego Wielkiego Churału Państwowego.
Podczas wyborów prezydenckich, które odbyły się 22 maja 2005 r. Enchbajar został wybrany następcą Nacagijna Bagabandi, zdobywając już w pierwszej turze wystarczającą większość (53,4%) głosów. W wyborach prezydenckich w maju 2009 przegrał z Cachiagijnem Elbegdordżem, kandydatem Partii Demokratycznej, który zastąpił go na stanowisku 18 czerwca 2009. 2 sierpnia 2012 został skazany przez sąd na 4 lata więzienia i 54 mln tugrików grzywny za korupcję.